# William Turner
William Turner  (n. ?, Morpeth, Anglia, Regatul Unit – d. 1568, Londra, Regatul Angliei) a fost un teolog și un reformator englez, medic și naturalist, fiind supranumit „părintele botanicii engleze”. Acesta a studiat medicina în Italia și a fost prietenul marelui naturalist elvețian, Conrad Gesner. Turner a fost un precursor al botanicii și al ornitologiei, domenii care prezintă un interes deosebit în ziua de astăzi. 
El a publicat pentru prima dată Libellus de Re herbaria în limba latină în anul 1538, pe care ulterior a tradus-o în engleză deoarece era de părere că botaniștii nu își împărtășesc cunoștințele. Lucrările lui Turner au fost condamnate de către Henric al VIII-lea și de către Maria I a Angliei. 

## Biografie

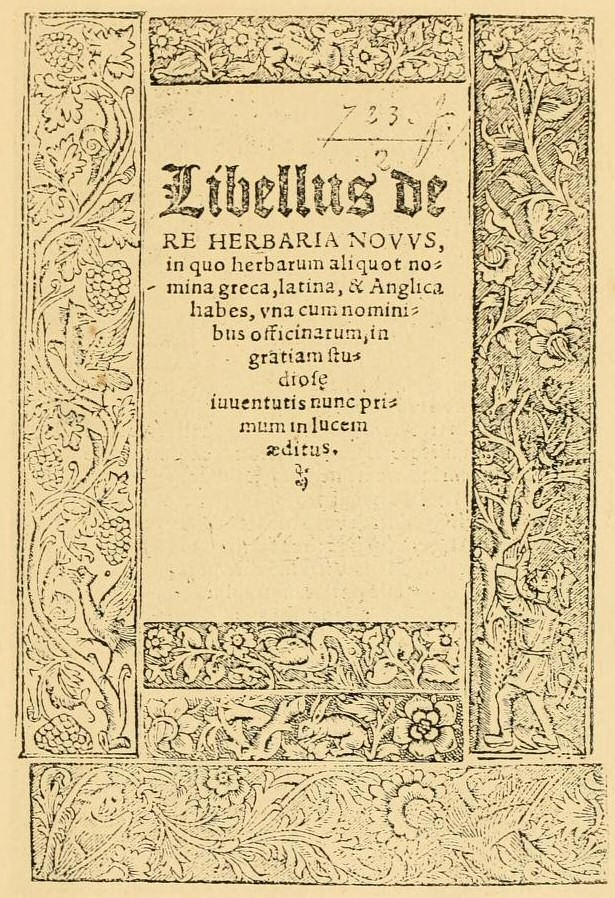
Pagina titlu a lucrării Libellus de Re Herbaria Novus, 1538

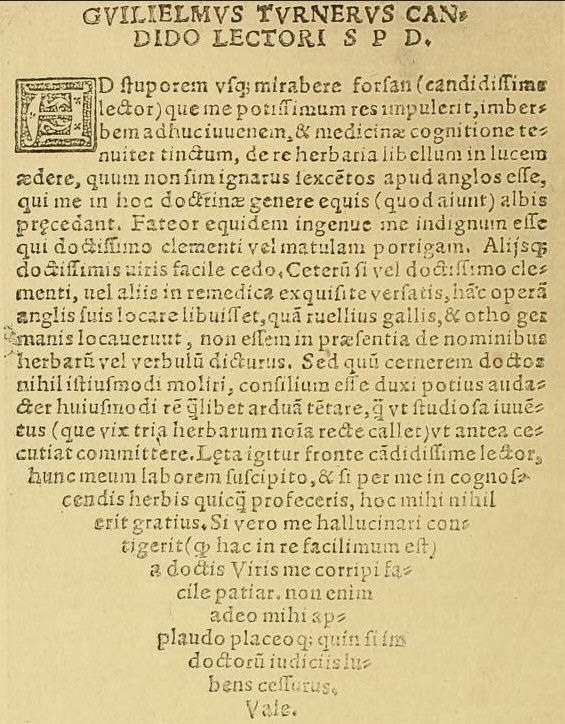
Pagină din Libellus de Re Herbaria Novus cu numele Giulielmus Turnerus Candido Lectori SPD

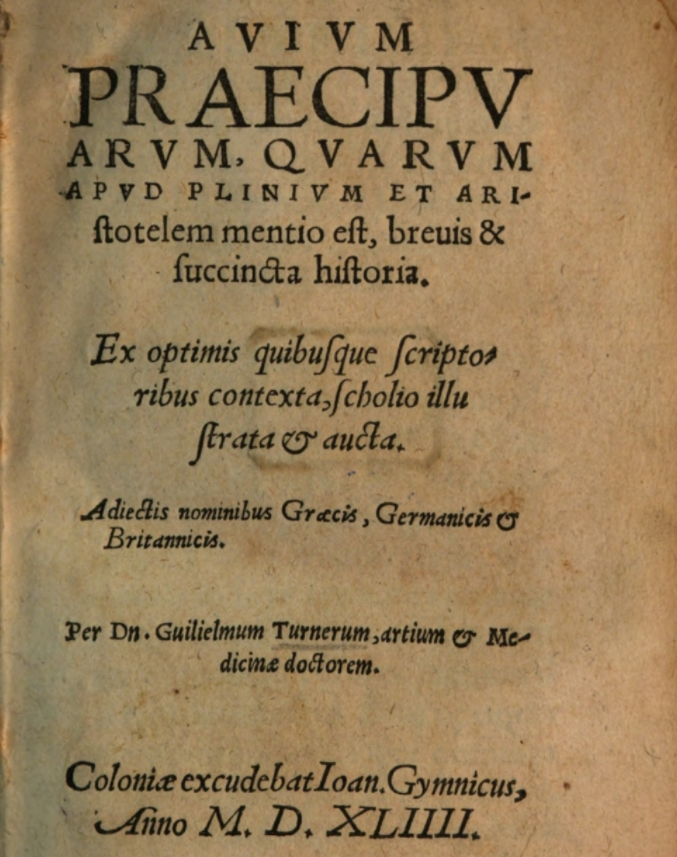
Titlul paginii Avium Praecipuarum, 1544, prima carte tipărită vreodată dedicată în întregime ornitologiei

Turner s-a născut în Morpeth, Northumberland, în anul (sau în jurului anului) 1508. Tatăl lui Turner a fost probabil un tăbăcar, având același nume ca fiul său. Turner a studiat la Colegiul Pembroke, Universitatea Cambridge, din 1526 până în 1533, obțininând licența în 1530, iar masteratul în 1533. A fost bursier și trezorier senior la Colegiul Pembroke, Cambridge. În timp ce se afla la Cambridge, acesta a publicat mai multe lucrări, inclusiv Libellus de re herbaria, în 1538. El și-a petrecut o mare parte din timpul liber studiind atent plantele, pe care le-a căutat în habitatul lor natural și pe care le-a descris cu o precizie nemaiîntâlnită până acum în Anglia.
În 1540, Turner a început să călătorească pentru a ține predici, până când a fost arestat. După eliberarea sa, el a plecat să studieze medicina în Italia, la Ferrara și la Bologna, din 1540 până în 1542, și a fost integrat ca doctor la una dintre aceste universități. S-a căsătorit cu Jane Auder (probabil văduvă a unui anumit domn Cage în momentul căsătoriei) care a născut un fiu pe nume Peter în 1542.

### Carieră
După finalizarea studiilor în medicină, a devenit medic al contelui de Emden. Întors în Anglia, a devenit capelan și medic al ducelui de Somerset, iar prin intermediul influenței lui Somerset a obținut promovare ecleziastică. Poziția de medic al lui Somerset i-a dat, de asemenea, oportunitatea de a practica medicina în rândul societății superioare. A fost canonic la Catedrala York în 1550 și decan al Catedralei Wells din 1551 până în 1553, unde a înființat o grădină cu plante. Când Maria I a Angliei a urcat pe tron, Turner a plecat din nou în exil. Din 1553 până în 1558, a locuit în Weißenburg, Bayern, și s-a întreținut ca medic. În aceasta perioadă (sau chiar mai devreme) Turner a devenit calvinist. 
După succesiunea la tron a Elisabetei I a Angliei în 1558, Turner s-a întors în Anglia și a fost din nou decan al Catedralei Wells din 1560 până în 1564. Încercările sale de a aduce biserica engleză în acord cu bisericile reformate din Germania și Elveția au dus la suspendarea sa în 1564, pe motiv de disidență. Turner a murit în Londra pe 7 iulie 1568, în casa sa din Crutched Friars, în districul numit City of London, și este îngropat la biserica St. Olave Hart Street. O piatră gravată în peretele de sud-est al acestei biserici îl comemorează pe Turner. Thomas Lever, unul dintre marii predicatori puritani ai perioadei, a rostit predica la înmormântarea sa.
Încă de la începutul carierei sale, Turner a fost interesat de istoria naturală și și-a propus să întocmească liste conținând informații demne de încredere despre plante și animale englezești, pe care le-a publicat sub numele de Libellus de re herbaria în 1538. În 1544, Turner a publicat Avium praecipuarum, quarum apud Plinium et Aristotelem mentio est, brevis et succincta historia („Principalele păsări ale lui Aristotel și Pliniu ...”), care nu numai că prezenta principalele păsări și nume de păsări menționate de Aristotel și Pliniu cel Bătrân, ci conținea și descrieri exacte și istorioare despre viața păsărilor, provenite din propriile sale vaste cunoștințe ornitologice. Aceasta este prima carte tipărită dedicată în întregime păsărilor.
În 1545, Turner a publicat The Rescuynge of the Romishe Fox, iar în 1548, The Names of Herbes. În 1551, a publicat prima din cele trei părți ale celebrului său manual de botanică, pentru care a devenit faimos în domeniu.
Un nou manual de botanică, care conține numele ierburilor... (Londra: imprimat de Steven Myerdman și vândut de John Gybken, 1551) reprezintă prima parte a operei lui Turner; a doua parte a apărut în 1562 și a treia în 1568, ambele fiind publicate de Arnold Birckman din Köln. Aceste volume au oferit primul studiu clar și sistematic al plantelor englezești și, alături de admirabilele lor xilografii (copiate, în cea mai mare parte, din De Historia Stirpium Commentarii Insignes a lui Leonhart Fuchs, publicată în 1542) și observații detaliate, bazate pe studiile de specialitate ale lui Turner, au ridicat cu mult standardul manualelor de botanică. Cu toate acestea, Turner a inclus o relatare a „utilizărilor și a virtuților” volumelor sale, iar în prefață admite că unii îl vor acuza că a divulgat publicului larg ceea ce ar fi trebuit rezervat pentru publicul specializat. Pentru prima dată, în Anglia era disponibil un manual de botanică scris în dialectul local, din care oamenii puteau identifica fără dificultate principalele plante englezești.
O nouă carte a fizicii spirituale a fost publicată în 1555. În 1562, Turner a publicat a doua parte a manualului de botanică, dedicată lui Sir Thomas Wentworth, fiul patronului care l-a ajutat să meargă la Cambridge. Această lucrare a fost publicată de Arnold Birckman din Köln și inclusă în același tratat de legătură al lui Turner despre băi. A treia și ultima parte din manualul de botanică a lui Turner a fost publicată în 1568, într-un volum care conținea și ediții revizuite ale primei și celei de-a doua părți. Aceasta a fost dedicată reginei Elisabeta. El a susținut că manualul de botanică descrie doar specii de plante englezești „și nu se face nicio mențiune nici despre cele grecești vechi, nici despre cele latinești”. Lucrarea A New Boke on the Natures and Properties of all Wines a fost, de asemenea, publicată în 1568 și includea tratatul numit Treatise of Triacle, amblele fiind scrise în scop farmaceutic. 
Ca membru al facțiunii nonconformiste în cadrul controversei privind veșmintele preoțești, Turner a fost renumit pentru ideea de a-i pune pe soții adulteri să facă penitență publică purtând o pălărie pătrată, și pentru faptul că l-a învățat pe câinele său să fure astfel de pălării de pe capul episcopilor. Preocupările sale științifice au avut alte implicații, distinct politice. De exemplu, cronicarul tudorian Lacey Baldwin Smith susține că „nemulțumirea religioasă și rezistența civilă mergeau, în mod evident, mână în mână când William Turner a îndrăznit să se pronunțe împotriva proclamării [lui Henry al VIII-lea] din 1543, conform căreia doar bărbații de rang social înalt puteau citi Biblia. Ce fel de înțelepciune pântecească nelegiuită, a întrebat el, poate să susțină că «oamenii bogați și nobilii sunt mai înțelepți decât oamenii săraci?»”. 
Turner a fost adeptul transmutării speciilor. Istoric al științei, Charles E. Raven, a scris că „Turner, un observator iscusit și un excelent botanist, a privit transmutarea ca pe un eveniment banal”.

### Publicații de istorie naturală
1538: Libellus de re herbaria novus. Bydell, Londra. Index 1878; facsimiles 1877, 1966.
1544: Avium praecipuarum, quarum apud Plinium et Aristotelem mentio est, brevis et succincta historia. Gymnicus, Cologne. ed Cambridge 1823; ed cu trad. Cambridge 1903.
[1548]: The names of herbes. Day & Seres, Londra. ed 1881; facsimile 1966.
1551: Turner, William (1995) [1562–8]. Un nou manual de botanică Părțile II și III. Cambridge University Press. ISBN 978-0-521-44549-8. (Partea 1 Mierdman, Londra 1551; Parțile 2 și 3 Barckman, Cologne. 1562, 1568)
Alte lucrări sunt enumerate pe scurt de Raven.